# Keijo Tahvanainen
Keijo Antero Tahvanainen (ur. 28 lutego 1959 w Eno) – fiński sztangista, reprezentant olimpijski na igrzyskach w Los Angeles oraz na igrzyskach w Barcelonie.